# Pochette plastique

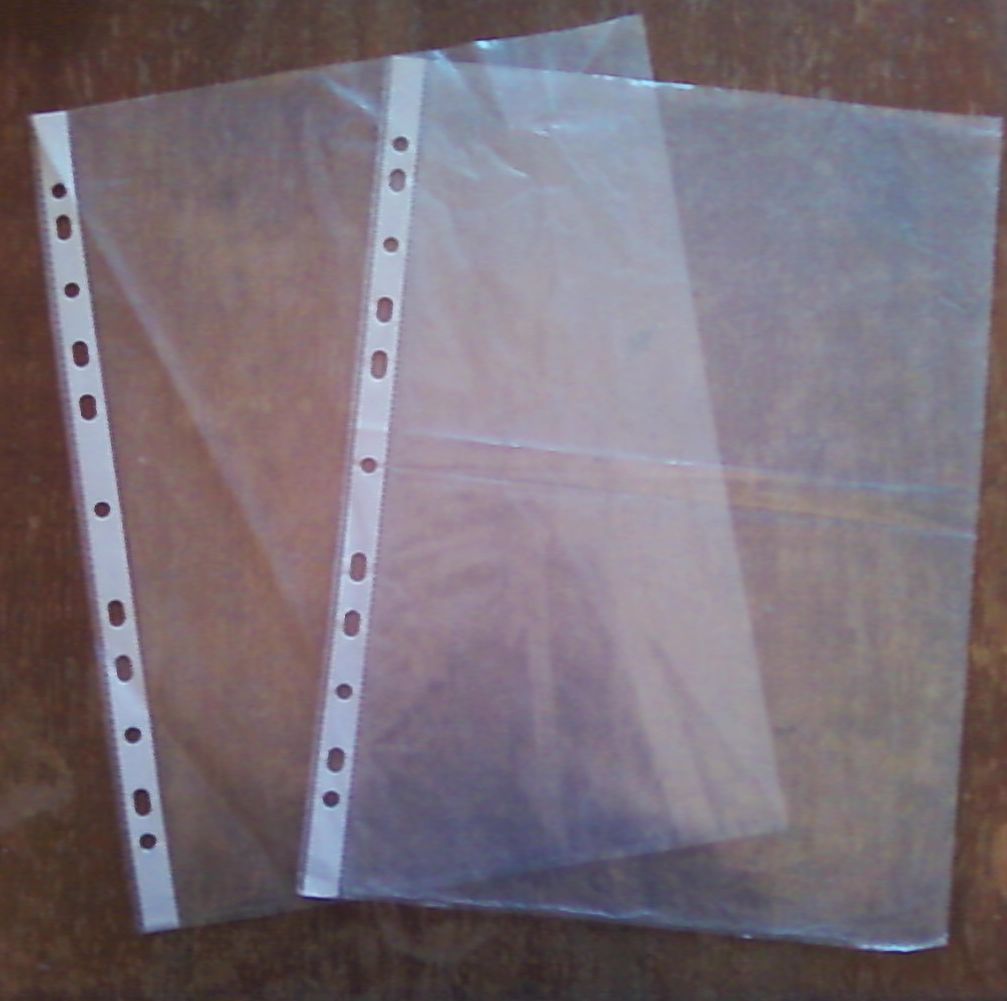
Deux pochettes plastiques perforées.

Une pochette plastique ou pochette perforée est un sac en plastique avec un bord perforé utilisé pour contenir des feuilles de papier et des documents.

## Caractéristiques physiques
Les pochettes perforées sont disponibles en plusieurs tailles, les plus répandues étant A4 pour l'Europe, ou 8,5" x 11" pour les États-unis. 
Elles permettent une protection des feuilles placés dans la pochette à tout types de liquides ainsi que toute contamination.
Généralement, les pochettes sont perforés de 11 trous de différentes tailles afin de pouvoir être utilisées dans la plupart des dispositifs de classement de type trieurs, classeurs, porte-documents, présentoirs en liège ou synthétiques.

## Phonétique
Pochette plastique se prononce \pɔ.ʃɛt plas.tik\ 

## Traduction
Se traduit par: 
- "plastic bag" en anglais
- "Bolsa de plástico" en espagnol
- "plastikbeutel" en allemand
- "Файл" ou "мультифора" en russe

## Usage
Une pochette ne peut contenir qu'un petit nombre de feuilles de papier. Usuellement, il n'y a qu'une ou deux feuilles par pochette.
Les pochettes plastiques peuvent être de différentes opacités et de différentes épaisseurs selon le modèle.

## Texture
Les pochettes plastiques peuvent être de différentes textures, le revêtement peut être lisse ou granuleux avec des aspérités plus ou moins prononcés, ces derniers varient selon la qualité de finition du plastique et le traitement appliqué a ce dernier

## Matière
Plastique.

## Distribution
Peuvent être achetés en papeterie ou en grande surface avec le matériel de bureau ou sur des sites de vente en ligne de type E-Commerce. Vendu généralement par paquets de 25 à 100 pochettes mais peuvent également être vendu a l'unité dans certaines enseignes.